# Wilhelm Haarmann
Gustav Ludwig Friedrich Wilhelm Haarmann (Holzminden, 24 maggio 1847 – Höxter, 6 marzo 1931) è stato un chimico tedesco.

## Biografia
A partire dal 1866, Haarmann studiò presso l'accademia Mineraria Clausthal in seguito passò presso l'Università di Gottinga. Conseguì il dottorato di ricerca a Gottinga nel 1872. Insieme a Ferdinand Tiemann, entrambi in collaborazione con Hoffmann, Haarmann fondò nel 1875 il Vanarminfabrik, producendo vanillina con la reazione di Reimer-Tiemann, scoperta da Karl Reimer, che aprì una via di sintesi alternativa alla vanillina.
Haarmann & Reimer fu acquistata dalla Bayer AG nel 1953 e divenne nuovamente una società indipendente nel 2003 con il nome Symrise.